# Manuel Beguer i Pinyol
Manuel Beguer i Pinyol (Tortosa, Baix Ebre, 1895 - 14 de desembre de 1970), fou un historiador i cronista de la ciutat de Tortosa.
Va ser membre de diverses entitats, entre les quals la Real Academia de la Historia (des de 1955), la de Bellas Artes de San Fernando (des de 1959), i la de Reial Acadèmia de Bones Lletres de Barcelona (des de 1946). Tingué un important paper en l'impuls de la premsa local, i entre d'altres, va ser director de la revista Germanor entre 1920 i 1925.
Entre les seves principals obres, cal destacar El Real Monasterio de Santa María de la Rápita, de la sagrada y soberana milicia hospitalaria de San Juan de Jerusalén (orden de Malta). Monografía histórica (1948), El Valle de Cardó. Monografía histórica (també del 1948, i reeditada en un facsímil l'any 2000) i La Santa Cinta de Tortosa. Breve historia documentada (1964). Com a obra pòstuma, trobem Llinatges tortosins (Editorial Dertosa, 1980), que recull els articles que va escriure a La Zuda entre 1926 i 1933.
El seu fons personal es conserva a l'Arxiu Comarcal de les Terres de l’Ebre (Tortosa). El seu nebot fou Vicent Beguer i Oliveres, que va ser alcalde de Tortosa.